# Collinsium ciliosum
Collinsium ciliosum — викопний вид оніхофор, що існував у кембрійському періоді. Рештки виду знайдені у відкладеннях формування Сяошіба у китайській провінції Юньнань. Вид є близьким родичем галюцигенії. Мешкав Collinsium ciliosum приблизно 508—505 млн років тому, тобто через кілька мільйонів років після закінчення Кембрійського вибуху. До слова, галюцигенія також з'явилися в цей час, можливо, дещо раніше.

## Назва
Тварина названа в честь палеонтолога Десмонда Коллінза, який був відкривачем галюцигенії. Видовий епітет ciliosum означає «волохатий».

## Опис
Тіло хробака було досить м'яким і складалося із сегментів. У першому сегменті було шість пар кінцівок, покритих тонкими щетинками, які ймовірно використовувалися для фільтрування води і вилову дрібного зоопланктону. У кожному з дев'яти наступних сегментів розташовувалося по одній парі кінцівок, на кінчиках яких були особливі пазурі. Однак і вони, як вважають вчені, не були призначені для пересування по морському дну. Швидше за все останні пари ніжок і зокрема кігті служили для закріплення на будь-якій поверхні: каменях, водоростях.
Сидячий спосіб життя і м'яке тіло робили Collinsium ciliosum дуже легкою здобиччю для будь-якого хижака. Проте 72 гострих, міцних і досить великих колючок, що розташовані по всьому тілу, можливо, використовувались для захисту. На один сегмент тіла доводилося мінімум 5 шипів. Це один з найдавніших відомих випадків застосування захисної броні в еволюції.